# Jan Wacławski
Jan Wacławski (ur. 15 sierpnia 1911 w Sieniawie, zm. 3 grudnia 1990) – polski działacz komunistyczny.

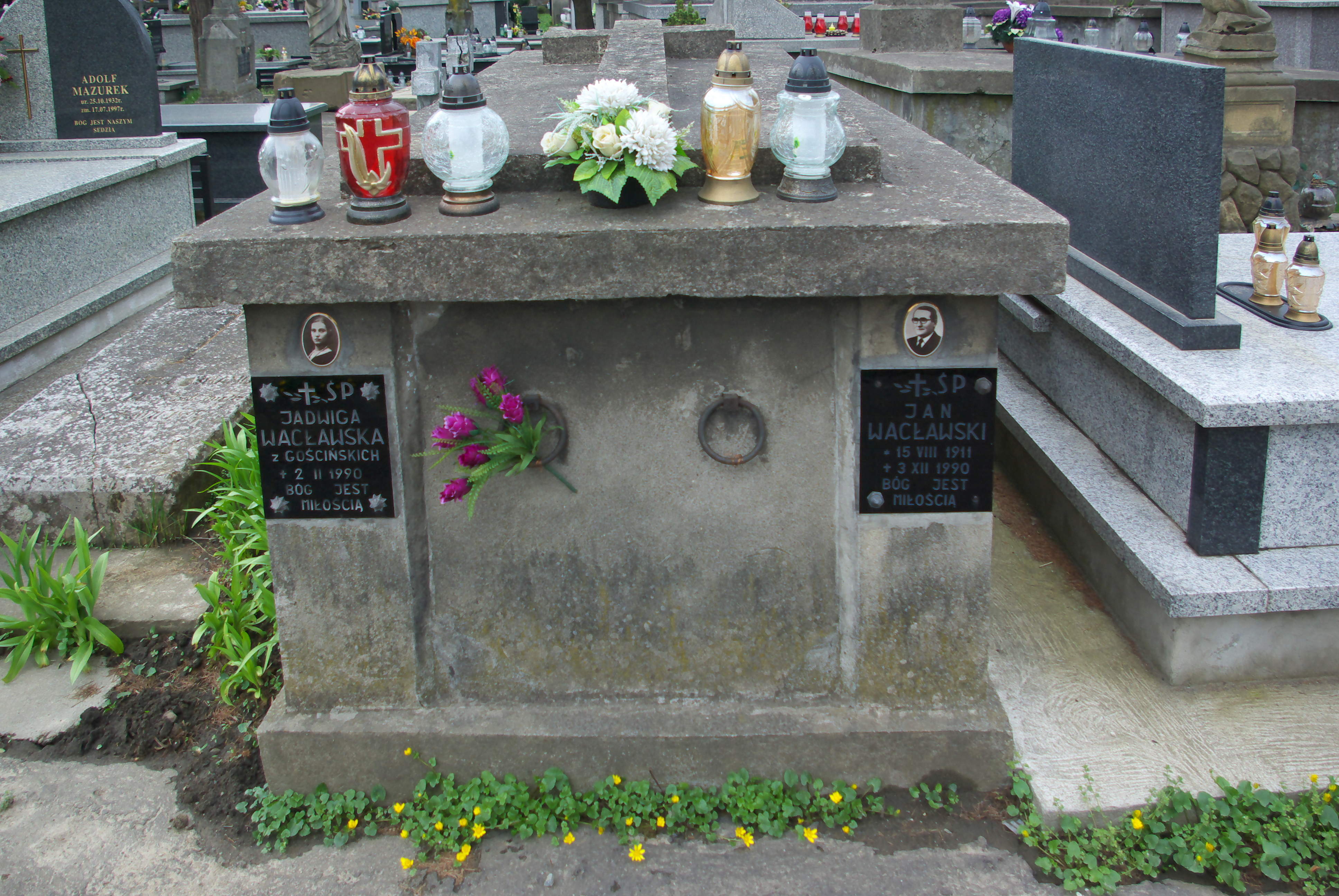
Grobowiec Jadwigi i Jana Wacławskich

## Życiorys
Urodził się 15 sierpnia 1911 w Sieniawie. Uzyskał wykształcenie wyższe. Po wybuchu II wojny światowej w trakcie okupacji niemieckiej w rodzinnej wsi Sieniawie wspierał uchodźców zmierzających w kierunku granicy z Węgrami. Wraz z bratem Władysławem zaangażował się w działanie lewicowej organizacji (według innej wersji w 1940 został członkiem ZWZ). W kwietniu 1940 został aresztowany i wywieziony na roboty przymusowe w III Rzeszy. Tam doznał obrażeń zdrowotnych, wskutek czego pod koniec 1941 został zwolniony. Na początku 1942 z ramienia Komunistycznej Partii Polski został szefem spraw propagandowo-oświatowych w rejonie Sieniawy i Rymanowa. Później, po przekształceniu, działał pod egidą Polskiej Partii Robotniczej. Działał w Związku Walki Zbrojnej i Armii Krajowej. W konspiracji działał pod pseudonimem „Jacek”.
Po wkroczeniu na ziemię sanocką oddziałów wojska ludowego i Armii Czerwonej (sierpień 1944) został sekretarzem Prezydium Powiatowej Rady Narodowej (PRN) w Sanoku i pełnił tę funkcję od stycznia 1945 w kolejnych latach. W lutym 1960 został przewodniczącym komitetu powiatowego organizującego spartakiadę w Sanoku. Do 1963 był zatrudniony w organach władzy państwowej (rad narodowych). Był aktywistą ZBoWiD, wybierany do zarządu oddziału powiatowego 12 marca 1961, 17 marca 1963, 6 lutego 1966 (w toku zmian w nomenklaturze z 1964 oddział powiatowy został zastąpiony oddziałem), 20 października 1968, 13 września 1970 powołany na przewodniczącego komisji współpracy z młodzieżą, 23 maja 1971 wybrany członkiem prezydium zarządu, 21 października 1973 wybrany członkiem zarządu oddziału miejskiego (działającego od 1 stycznia 1973 wskutek przekształcenia oddziału powiatowego na podstawie zmian administracyjnych). Potem został członkiem zarządu koła w Sanoku, ponownie 11 maja 1980. Był też prelegentem tej organizacji. Wybierany członkiem zarządu koła miejsko-gminnego w Sanoku 15 listopada 1976, 23 października 1977. W późniejszym kole miejsko-gminnym w Sanoku był wybierany członkiem zarządu 15 listopada 1976, członkiem komisji rewizyjnej 23 października 1977. Był członkiem Kolegium do Spraw Wykroczeń w Sanoku od 1972, członkiem Kolegium Karno-Administracyjnego od 1976 do 1982. Należał do PZPR.
Był autorem wspomnień z okresu powojennego, które trafiły do Muzeum Historyczne w Sanoku.
Jego bracia Władysław i Kazimierz służyli w samoobronie ORMO, a trzeci brat Józef poległ u kresu wojny w maju 1945. Jego żoną została Jadwiga z domu Gościńska (zm. 2 lutego 1990). Jan Wacławski zmarł 3 grudnia 1990. Oboje zostali pochowani w grobowcu rodzinnym na Cmentarzu Centralnym w Sanoku.

## Odznaczenia
- Krzyż Kawalerski Orderu Odrodzenia Polski (1969)[8][24][1]
- Złoty Krzyż Zasługi[1]
- Medal 30-lecia Polski Ludowej (1975)[25]
- Medal Zwycięstwa i Wolności 1945
- Odznaka „Zasłużony dla Sanoka” (1978)[26][27]
- „Jubileuszowy Adres” (1984)[28]
- Wpis do Złotej Księgi ZBoWiD w Sanoku (1989)[3]
- inne odznaczenia